# Eugeniu Mihalcean
Eugeniu Mihalcean (ur. 2003) – mołdawski zapaśnik walczący w stylu wolnym. 
Zajął piąte miejsce na mistrzostwach Europy w 2025. Trzeci na MŚ U-23 w 2024, a także na ME U-23 w 2023 i 2025. Trzeci na MŚ juniorów w 2023. Wygrał plażowe MŚ w 2023 i trzeci w 2021 roku.